# Island na Letních olympijských hrách 1984
Island se účastnil Letní olympiády 1984 v americkém Los Angeles. Zastupovalo ho 30 sportovců (27 mužů a 3 ženy) v 5 sportech.

## Medailisté
| Medaile | Jméno              | Sport | Soutěž                       |
| ------- | ------------------ | ----- | ---------------------------- |
| Bronz   | Bjarni Friðriksson | Judo  | Muži váha polotěžká do 95 kg |